# Doble pedal

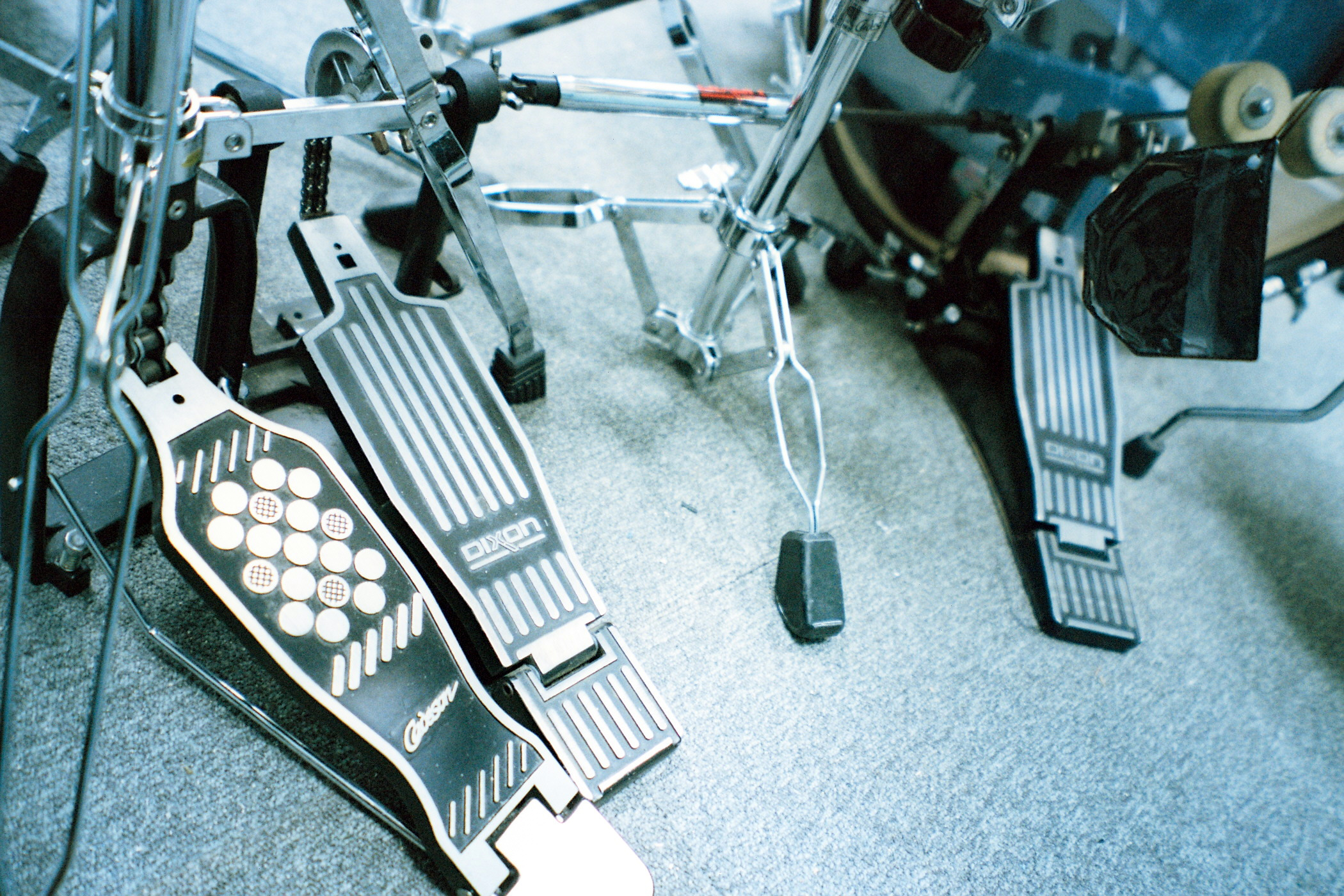
Doble pedal Dixon

El doble pedal es un elemento de la batería que se compone básicamente de dos pedales unidos. El derecho se ubica como cualquier pedal, delante del bombo; posee dos mazas en lugar de una, con la primera que se activa con el pedal de la derecha, mientras que la segunda, con el de la izquierda a través de un mecanismo cardanico. El pedal izquierdo va ubicado a un lado del Hi Hat; el efecto es el mismo que con dos bombos, sólo que de esta manera se ahorra espacio y algo de dinero.
Al usar 2 bombos la batería es mucho más grande y se abre más y la definición entre golpe y golpe (maza derecha-maza izquierda) es más nítido, con un doble pedal la batería se puede armar más junta y el sonido entre golpe y golpe es ligeramente menos libre, debido a que la vibración del parche por el primer golpe es cancelada por el segundo golpe y así consecutivamente.
Existen otros dos mecanismos que constan de otras técnicas para ejecutarlo y de solo un pedal. Ambos se colocan delante del bombo y tienen dos mazas. La diferencia entre un pedal y el otro es que en el primer pedal (pensado para la técnica plana de pie) la primera maza se activa con el movimiento común del pedal, mientras que la segunda, soltando el pedal velozmente. El otro modelo de pedal (pensado para la técnica de talón) consiste en un pedal en el que la primera maza se activa con el movimiento normal del pedal, mientras que la segunda se activa con un mecanismo en la parte inferior del pedal que se acciona con el talón. Estos mecanismos están creados para liberarse de usar dos bombos o un doble pedal, de todos modos, para hacer bases rápidas y continuas, hay que hacer ejercicios de digitación y usar metrónomo. 